# Mbonge (peuple)
Ne doit pas être confondu avec Mbonge.
Les Mbonge sont une population du Cameroun, vivant principalement dans une quarantaine de villages de la région du Sud-Ouest, dans le département de la Meme (Konye, Kumba, Mbonge). Ils font partie du groupe Oroko.
Leur nombre a été estimé à 33 353 lors du recensement de 1987, puis à 47 157 en 2000. Ces chiffres concernent les villages spécifiquement Mbonge, mais il faut y ajouter plusieurs milliers de Mbonge vivant dans d'autres localités, par exemple à Kumba, la grande ville la plus proche.

## Langue
Ils parlent le mbonge, un dialecte de l'oroko.

## Villages
La liste des villages varie selon les sources, et leur nombre entre 39 et 44 :
- Bakumba
- Bangélé
- Big Bekondo
- Big Butu
- Big Nganjo
- Big Ngwandi
- Bikoki
- Bombanda
- Bombele
- Bolo Moboka
- Dienyi
- Dikoro
- Dissoso
- Dissoni
- Ediki Mbonge
- Ifanga I
- Ifanga II
- Illeh
- Kumukumu
- Lifenja
- Lifenja II
- Lobange
- Lobongi
- Lokando I
- Lokando II
- Makobe
- Maromba Mbonge (Mbonge)
- Massaka
- Matondo I
- Matondo II
- Matoh
- Matoh Butu
- Mator Mbonge (Mbonge Meteke II)
- Mbonge
- Mbonge Meteke
- Metoko Bekondo
- Mofako Bekondo
- Mofako Butu (New Butu)
- Mofako Mator
- Mofako Meteke
- Mofanja Mbonge
- Ngolo Bolo, quartier de Konye
- Njombe
- Small Massaka
- Small Nganjo
- Small Ngwandi
- Three Corners Bekondo
- Weme